# Narciso Heras de Puig
Narciso Heras de Puig (provincia de Gerona, 1814-Gerona, 1900) fue un abogado, político y escritor español.

## Biografía
Nacido el 16 de junio de 1814 en la provincia de Gerona, cursó jurisprudencia en la Universidad de Cervera y fue recibido de abogado por la audiencia de Barcelona en 6 de julio de 1838. Desempeñó después los cargos de secretario de la Diputación Provincial de Gerona y asesor de rentas de la misma provincia, comisario de montes, diputado provincial y presidente de la Diputación y comisario regio de agricultura, industria y comercio. Fue miembro del Consejo de la Exposición Universal de Barcelona y socio de la Academia de Jurisprudencia y Legislación de Barcelona. En 1841, junto con José Borrell, Federico Creus, Juan Illas y Vidal, Francisco Permanyer y José Sol y Padrís, publicó un Diccionario manual de la lengua española, del que se hizo una segunda edición en 1842. En 1846, escribió una serie de artículos en el periódico El Postillón de Barcelona con el título «Escursión á la montaña de la provincia de Gerona», que se imprimió en 1847 por el editor Joaquín Grases formando un tomo de unas 200 páginas. En varias revistas publicó trabajos literarios, históricos y jurídicos. Falleció a finales de diciembre de 1900 en Gerona.